# 少脉假脉蕨
少脉假脉蕨（学名：Crepidomanes paucinervium）为膜蕨科假脈蕨属下的一个种。

## 扩展阅读
- 維基物種上的相關：少脉假脉蕨